# Éditions Racine
Les Éditions Racine sont une maison d'édition de Belgique francophone créée par Emmanuel Brutsaert en 1993. Elles comptent à leur actif plus de 1 000 titres et éditent chaque année plus d’une cinquantaine d’ouvrages. Elles sont installées à Bruxelles sur le site de Tour & Taxis.

## Catalogue
Le catalogue s'articule autour de deux pôles principaux : le « beau livre » (architecture et patrimoine, art et arts décoratifs, histoire et régions, photographie, gastronomie, nature et jardins, tourisme…) et les livres d’essais (histoire, société, politique, économie…),.

## Auteurs
Parmi les auteurs publiés chez Racine figurent des historiens, des hommes politiques ou des entrepreneurs belges pour la plupart, dont notamment : Jean Stengers, Pierre Marcolini, Karel Van Miert, Thierry Bellefroid, Wilfried Martens, Mark Eyskens, Maria-Esméralda de Belgique, René Pechère, Jean-Philippe Darcis, Pierre Wynants, Bruno Coppens et Luc Noël.

## Sélection d'ouvrages

### Biographies
- Dominique Paoli, Clémentine : Princesse Napoléon, Bruxelles, Éditions Racine, 1998, 259 p. (ISBN 978-2-87386-128-5).
- Olivier Defrance, Louise de Saxe-Cobourg : Amours, argent, procès, Bruxelles, Racine, 2001, 338 p. (ISBN 978-2-87386-230-5).
- Dominique Paoli, Henriette : Duchesse de Vendôme, Bruxelles, Éditions Racine, 2001, 267 p. (ISBN 978-2-87386-173-5).
- Olivier Defrance, Léopold Ier et le clan Cobourg, Bruxelles, Racine, 2004, 372 p. (ISBN 978-2-87386-335-7).
- Olivier Defrance, La Médicis des Cobourg : Clémentine d'Orléans, Bruxelles, Racine, coll. « Les racines de l'Histoire », 2007, 368 p. (ISBN 978-2-87386-486-6).
- Olivier Defrance et Joseph van Loon (préf. Michel Didisheim), La fortune de Dora : Une petite-fille de  Léopold II chez les nazis, Bruxelles, Racine, 2013, 308 p. (ISBN 978-2-87386-817-8)[4].
- Damien Bilteryst, Le prince Baudouin : Frère du Roi-Chevalier, Bruxelles, Éditions Racine, 2013, 336 p. (ISBN 978-2-87386-847-5, lire en ligne)[5].
- Damien Bilteryst, Philippe Comte de Flandre : Frère de Léopold II, Bruxelles, Éditions Racine, 2014, 336 p. (ISBN 978-2-87386-894-9, lire en ligne)[6].
- Olivier Defrance, Lilian et le Roi : La biographie, Bruxelles, Racine, 2015, 336 p. (ISBN 978-2-87386-942-7)[7].
- Marie-Esméralda de Belgique et Christophe Vachaudez, Albert et Elisabeth, Bruxelles, Racine, 2014, 194 p. (ISBN 978-2-87386-886-4)[8].
- Marie-José de Belgique, Albert et Élisabeth de Belgique, mes parents, Bruxelles, Racine, 2016, 320 p. (ISBN 978-2-87386-932-8)[9].

### Histoire
- Gonzague Pluvinage, Anne Vandenbulcke et Karel Velle, Expo 58 : Entre utopie et réalité, Bruxelles, Racine, 2008, 206 p. (ISBN 978-2-87386-537-5)[10].

### Patrimoine
- Cécile Dubois et Sophie Voituron, Bruxelles Art Nouveau : Promenades au cœur de la ville, Bruxelles, Racine, 2016, 176 p. (ISBN 978-2-87386-975-5)[11].
- Nathalie Demain, Le tour du Brabant wallon : 21 promenades à la découverte du patrimoine, Bruxelles, Racine, 2016, 224 p. (ISBN 978-28738-697-7-9)[12].

### Politique
- Mark Eyskens, À la recherche du temps vécu : Mes vies, Bruxelles, Racine, 2012, 672 p. (ISBN 978-2-87386-656-3)[13].

## Sources
- Marc Pasteger, « Être éditeur en Belgique: «On ne peut pas travailler dans ce milieu sans passion» », Le Soir Mag,‎ 4 mars 2020, p. 36-37 (lire en ligne)